# Rupea
Rupea (tysk: Reps; ungarsk: Kőhalom; latin: Ripa) er en by i Brașov i Transsylvanien, Rumænien. Den administrerer en landsby, Fișer (Schweischer; Sövénység), som har en befæstet kirke (verdensarv). Ældre rumænske navne for bebyggelsen omfatter Cohalm og Holuma. Ved folketællingen i 2011 var 71,6 % af indbyggerne rumænere, 19,5 % ungarer, 7,1 % romaer og 1,7 % tyskere.
Byen har 4.907 (2021) indbyggere.

## Geografi
Rupea ligger i det historiske Gamle Land ved Valea Mare (Kosder bækken) - en højre biflod til Homorod - og på Europavej E60, som forbinder Sighișoara med Brașov (Kronstadt). Bebyggelsen ligger ved foden af slottet af samme navn. Rupeas jernbanestation ligger ca. syv kilometer uden for i bebyggelsen Rupea Gară Landsbyen Fișer (Schweischer), otte kilometer mod nordvest, hører til den lille by Rupea.